# (32225) 2000 OL23
2000 OL23 (asteroide 32225) é um asteroide da cintura principal. Possui uma excentricidade de 0.12907000 e uma inclinação de 2.42718º.
Este asteroide foi descoberto no dia 23 de julho de 2000 por LINEAR em Socorro.